# Reserva Natural de Selisoo
A Reserva Natural de Selisoo é uma reserva natural localizada no condado de Ida-Viru, na Estónia.
A área da reserva natural é de 1444 hectares (14,44 km²).
A área protegida foi fundada em 2015 para proteger tipos de habitat valiosos e espécies ameaçadas na aldeia de Metsküla (antiga freguesia de Mäetaguse).